# 克雷梵語叢書
克雷梵語叢書（Clay Sanskrit Library） 是由紐約大學出版社（New York University Press）和JJC基金會（JJC Foundation）出版的一系列書籍。每個作品的左側頁面均顯示其原始語言的文字，右側顯示其英文翻譯。該系列排版及設計的參照來自洛布古典叢書（Loeb Classical Library），其冊以藍綠色布裝訂。

## 外部連結
- 克雷梵語叢書 （页面存档备份，存于） --- 官方網站
- 部落格 --- 歷史存檔